# Paola Antonelli

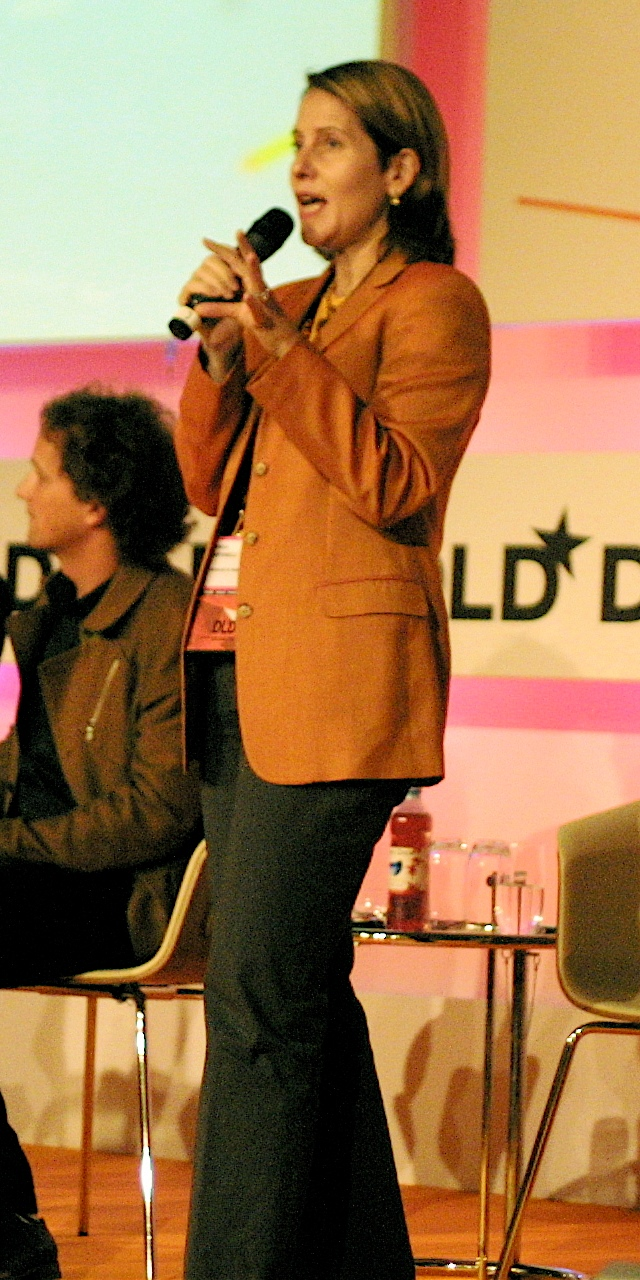
Paola Antonelli (2008)

Paola Antonelli (* 13. Mai 1963 in  Sassari, Sardinien) ist eine italienische Architektin und Museumskuratorin.

## Leben
Antonelli schloss das Studium der Architektur 1990 am Polytechnikum Mailand mit dem Prädikat Laurea ab. Sie arbeitete bisher nicht als Architektin, sondern kuratierte in der Folge verschiedene Ausstellungen mit dem Thema Design in Italien, Frankreich und Japan. Schon während des Studiums arbeitete sie in der italienischen Zeitschrift Domus mit. Ferner war sie bei der Zeitschrift Abitare Herausgeberin im Bereich Design.
Antonelli war bis zum Jahre 1994 Dozentin für Theorie und Geschichte des Design an der University of California, Los Angeles, bevor sie im Februar 1994 als Kuratorin an das Museum of Modern Art (MoMA) in New York City wurde. Seit 2007 ist sie Chefkuratorin für Architektur und Design am MoMA.
Antonelli ist auch für die Ankäufe des MoMA im Bereich Design zuständig und hat Ankäufe von Schöpfungen von Designern wie Richard Sapper, Dieter Rams, Ingo Maurer, Philippe Starck, Kenji Ekuan oder von Plakaten des Grafikers Stefan Sagmeister für das Museum initiiert.
Für verschiedene Zeitschriften wie Harper’s Bazaar, Metropolis, Metropolitan Home, The Harvard Design Review etc. schreibt Antonelli  Beiträge zum Thema Design. Sie ist verheiratet und lebt in New York.

## Kuratierte Ausstellungen (Auswahl)
- 1996: Thresholds: Contemporary Design from the Netherlands
- 1997/98: Achille Castiglioni: Design!
- 1999: Projects 66: Fratelli Campagna Design Brazil/Ingo Maurer
- 2001: Workspheres
- 2004: Humble Masterpieces
- 2005: Safe: Design Takes on Risk
- 2008: Design and the Elastic Mind, Museum of Modern Art (MoMA), Manhattan, New York City, USA. Katalog.

## Lehrtätigkeit
In den Jahren von 2002 bis 2007 lehrte Antonelli an der Harvard University Graduate School of Design Theorie und Geschichte des Design. Seit 2009 unterrichtet sie an der School of Visual Arts in New York.

## Auszeichnungen
- 2010: Lucky Strike Designer Award der Raymond-Loewy-Foundation[2]

## Veröffentlichungen
als Herausgeberin
- 2005: Safe: Design Takes on Risk. The Museum of Modern Art, New York, ISBN 0-87070-580-6.
- 2008: Design and the Elastic Mind. The Museum of Modern Art, New York City, ISBN 978-0-87070-732-2.

in Zusammenarbeit
- 2004: mit Kirk Varnedoe und Joshua Siegel: Modern Contemporary Art since 1980 at MoMA. The Museum of Modern Art, New York, ISBN 0-87070-491-5.
- 2008: Herausgeber Andrew Garn, mit Udo Kultermann: Weltausstellungen 1933–2005: Architektur, Design, Grafik. Deutsche Verlags-Anstalt, München, ISBN 978-3-421-03696-4.
- 2010: Hella Jongerius – Misfit, Phaidon Press, London 2010, ISBN 978-0-7148-5987-3.